# بنة جابري (دالكي)
بنة جابري (بالفارسية: بنه‌جابری) هي قرية تقع في إيران في قسم دالكي الريفي. يقدر عدد سكانها بـ 111 نسمة بحسب إحصاء 2016.